# بلدوين الثاني
بالدوين الثاني ثالث ملوك مملكة بيت المقدس خلال الفترة ما بين عام 1118 و1131 أصبح ملكا على مملكة بيت المقدس بعد وفاة ابن عمه بلدوين الأول.
كان قبلها أمير الرها في الجزيرة الفراتية، ويتبع بلدوين الأول. ثم عين ابن عمته جوسلين أميراً عليها. والذي بدوره سقط أسيرا بيد الأرتقيون تحت قيادة بلك بن بهرام ابن أخ إيلغازي الأرتقي عام 516 هـ / 1122م عند سروج، مما أضطر بلدوين الثاني على تولي إمارة الرها بنفسه بالإضافة إلى وصايته لإمارة أنطاكية.
وصار على بلدوين أن يخلص جوسلين من الأسر وأن يسير حملة إلى حصن كركر التابع لإمارة الرها لتخليصها من الحصار الذي فرضه عليها بلك بن بهرام، وكان ذلك سنة 517 هـ / 1123م، فوصل بجيشه إلى الضفة الشرقية لنهر سنجه أحد روافد الفرات تجاه معسكر بلك بن بهرام الذي رفع الحصار عن كركر وعاد لمواجهة بلدوين الثاني، فدار القتال بين الطرفين في التاسع عشر من صفر سنة 517 هـ / 18 أبريل سنة 1123م، وانهزم جيش الصليبيون بالرغم من قلة قوات المسلمين، ووقع بلدوين أسيراً بيد المسلمين بعد إبادة جيشه. احترم الأرتقيون اسيرهم وأحسنوا معاملته. وتم نقله مع جوسلين إلى حران ومن ثم إلى حلب.
ظل بلدوين أسيراً إلى أن أفرج عنه في نهاية عام 1124م مقابل فدية مقدارها مائة الف بيزانت، وعاد إلى بيت المقدس في أوائل نيسان عام 1125م.
عندما احس بدنو اجله، استدعى ابنته وزوجها فولك، وأمر النبلاء بقبولهما ملكين. وتم تتويجهما في 14 ايلول من عام 1131م. توفي في صيف عام 1131 م بعد أن حكم ثلاثة عشر عاماً